# КК Динамик
КК Динамик (или због спонзорских разлога Динамик Балкан Бет), српски је кошаркашки клуб из Београда. У сезони 2022/23. се такмичи у Кошаркашкој лиги Србије.

## Историја
КК Динамик је настао у марту 2015. године у Београду, а оснивач је познати кошаркашки тренер Мирослав Николић. У сезони 2015/16. клуб је освојио прво место у Другој лиги Србије и тако обезбедио пласман у највиши ранг.

## Учинак у претходним сезонама
| Сез.     | Првенство Србије - КЛС | Првенство Србије - Суперлига | Куп Србије   | Регионално такмичење             |
| -------- | ---------------------- | ---------------------------- | ------------ | -------------------------------- |
| 2016/17. | 3. место               | 5. место                     | Четвртфинале | —                                |
| 2017/18. | 2. место               | Четвртфинале ПО              | Четвртфинале | Друга Јадранска лига — 10. место |
| 2018/19. | 3. место               | 3. место групе Б             | Четвртфинале | Друга Јадранска лига — 5. место  |
| 2019/20. | 5. место               | Прекинуто                    | Четвртфинале | Друга Јадранска лига − прекинуто |
| 2020/21. | 4. место               | Није се квалификовао         | —            | —                                |
| 2021/22. | 5. место               | Прелиминарна рунда           | —            | —                                |
| 2022/23. | У току                 | У току                       | —            | —                                |

## Познатији играчи
- Душан Катнић
- Бојан Крстовић
- Милош Милисављевић
- Стеван Нађфеји
- Андреја Стевановић
- Кимани Френд
- Марко Чакаревић